# Lake Ace Nature Reserve
Lake Ace Nature Reserve ist ein Naturschutzgebiet im australischen Bundesstaat Western Australia. Im Gebiet liegt Lake Ace. Es liegt 326 Meter über dem Meeresspiegel.